# 前頭
前頭（まえがしら）とは、大相撲の力士の地位の一つ。幕内力士のうち、横綱と三役（大関・関脇・小結）を除いた力士をさす。役についていない幕内力士という意味で、平幕（ひらまく）と呼ばれることもある。

## 呼称・由来
江戸時代の前相撲の「頭」が語源であるため、正確には「役力士」と「前相撲」の両極端に位置する力士以外の全力士の格付けは前頭である。したがって番付表では十両・幕下・三段目・序二段・序ノ口の力士も「前頭」の格付けと四股名が記載される。
したがって、例えば平幕筆頭の力士は「幕内前頭筆頭」、幕下二枚目なら 「幕下前頭二枚目」のように呼ぶ方が正しいが、煩を避けて、それぞれ「前頭筆頭」「幕下二枚目」のように言うことが一般的になっている。これらのことから、一般的な用法としては「前頭＝平幕力士」で問題はない。ただし、三役から平幕に落ちることを「前頭に落ちる」と言うことはあっても、十両力士が入幕することを「前頭に上がる」と言うことは慣例上ない。この地位に相当する行司・呼出も、慣例上「前頭格行司・前頭呼出」「平幕格行司・平幕呼出」ではなく、「幕内格行司・幕内呼出」と呼ぶ。以降の記述では単に「前頭」といった場合、「狭義の前頭（＝平幕、現在一般的な意味での前頭）」を指し、「広義の前頭（＝番付表上の前頭、本来の意味での前頭）」は含まないこととする。
前頭は上から前頭筆頭（一枚目とは呼ばない）、前頭二枚目、前頭三枚目……と呼ばれ、それぞれ東西一人ずついる。

## 特徴
金銭的待遇
月給は140万円であり、十両（110万円）より多い。
取組
幕内力士として、本場所では15日間毎日取組が組まれる。
「これより三役」は千秋楽最後の3番の取組で原則として番付の上位6人が登場するため、平幕力士が「これより三役」に登場する機会は少ないが、横綱・大関の番付上の人数・休場者数や優勝争いなどの状況の都合で平幕力士が「これより三役」に登場する場合もあり、令和に入ってからはそのような例が多かった。
定員
前頭としての定員は定められていない。
幕内力士全体の定員は現行では42人（2004年1月場所以降）と決められており、横綱や三役の人数を除いた人数が、前頭となる。大関（あるいは横綱大関）・関脇・小結は最低でも2人ずつ置かねばならないため、現行制度では理論上は前頭は最大で36人（東西18枚ずつ）在籍できる計算になる。幕内の定員が42人となる以前については、前頭の最多人数は1957年（昭和32年）の3月場所と9月場所の46人（東西23枚ずつ）、戦後の最少人数は1967年（昭和42年）の22人（東西11枚ずつ）である。
現在定着している番付編成のルールでは、張出以外の番付記載力士について、前頭が偶数人数の場合は東西の枚数を同じにし、奇数人数となる場合は東を西より1枚多くする。1955年9月場所の前頭41人を東20枚、西21枚としたのを最後に奇数人数で西を1枚多くする編成は行われていない。
江戸時代にまで遡ると、特に文政以前の時代については、当時どこまでを幕内と呼んだかは必ずしも判然としない（二段目以下もある程度は当時でいう「幕内」に含まれていた可能性がある）が、仮に現在の番付と同様に最上段（上段）を幕内と考えるならば（実際現代では便宜上文政以前の番付についても最上段（上段）を「幕内」とする場合も多い）、幕内の前頭の歴代最少人数は6人（東西3枚）となる。
引退後
最高位が前頭の力士の場合、一定の条件を満たせば引退後に年寄を襲名することができる。具体的には、幕内を通算20場所務めた力士、幕内と十両を通算して30場所以上務めた力士である。また、力士が引退するとき、若者頭・世話人として採用されるのは、最高位が十両または幕下の力士が原則であるが、最高位が平幕の力士が採用された前例も存在する（若者頭では嗣子鵬慶昌・琴千歳晃精・花ノ国明宏、世話人では斎須稔・王湖伊津男など）。
その他
前頭の地位で横綱を破ることを金星（きんぼし）といい、獲得するごとに給金が上がる。これに対し大関を破ることを銀星（ぎんぼし）、または殊勲の星（しゅくんのほし）ということもあるが、これは給金に影響しない。但し、金星ならば当然に、銀星（もしくは三役力士が大関や横綱に勝った場合）でも、NHK大相撲中継では、取組後にアナウンサーからのインタビューを受ける。

## 記録

### 平幕で優勝した力士
慣例上「前頭優勝」ではなく、「平幕優勝」と表現される。
| 回目 | 場所                       | 地位       | 四股名                        | 成績                          | 翌場所                      | 最高位 |
| ---- | -------------------------- | ---------- | ----------------------------- | ----------------------------- | --------------------------- | ------ |
| 1    | 1909年（明治42年）6月場所  | 東前頭7    | 高見山酉之助                  | 7勝3分                        | 東関脇（1勝6敗2分1休）      | 関脇   |
| 2    | 1914年（大正3年）5月場所   | 東前頭14   | 両國勇治郎                    | 9勝1休                        | 東前頭3（7勝2敗1分）        | 関脇   |
| 3    | 1922年（大正11年）1月場所  | 東前頭4    | 鶴ヶ濱増太郎                  | 9勝1敗                        | 西前頭筆頭（9勝6敗）        | 小結   |
| 4    | 1926年（大正15年）5月場所  | 西前頭8    | 大蛇山酉之助                  | 10勝1敗                       | 東前頭2（6勝5敗）           | 前頭1  |
| 5    | 1930年（昭和5年）5月場所   | 東前頭5    | 山錦善治郎                    | 11戦全勝                      | 東前頭5 （5勝6敗）          | 関脇   |
| 6    | 1931年（昭和6年）10月場所  | 東前頭4    | 綾櫻由太郎 （のち綾川五郎次） | 10勝1敗                       | 西小結 （春秋園事件で脱走） | 関脇   |
| 7    | 1933年（昭和8年）1月場所   | 幕内格別席 | 男女ノ川 （のち男女ノ川登三） | 11戦全勝                      | 西小結（8勝3敗）            | 横綱   |
| 8    | 1939年（昭和14年）1月場所  | 西前頭17   | 出羽湊利吉                    | 13戦全勝                      | 西小結（5勝10敗）           | 関脇   |
| 9    | 1945年（昭和20年）6月場所  | 東前頭筆頭 | 備州山大八郎                  | 7戦全勝                       | 東関脇（5勝5敗）            | 関脇   |
| 10   | 1953年（昭和28年）5月場所  | 東前頭6    | 時津山仁一                    | 15戦全勝                      | 東小結（8勝7敗）            | 関脇   |
| 11   | 1957年（昭和32年）11月場所 | 東前頭14   | 玉乃海太三郎                  | 15戦全勝                      | 東小結（5勝10敗）           | 関脇   |
| 12   | 1960年（昭和35年）5月場所  | 東前頭4    | 若三杉彰晃 （のち大豪久照）   | 14勝1敗                       | 東張出関脇（7勝8敗）        | 関脇   |
| 13   | 1961年（昭和36年）5月場所  | 西前頭13   | 佐田の山晋松                  | 12勝3敗                       | 東前頭2（11勝4敗）          | 横綱   |
| 14   | 1964年（昭和39年）7月場所  | 西前頭9    | 富士錦猛光                    | 14勝1敗                       | 東小結（4勝11敗）           | 小結   |
| 15   | 1968年（昭和43年）3月場所  | 東前頭8    | 若浪順                        | 13勝2敗                       | 東小結（2勝13敗）           | 小結   |
| 16   | 1972年（昭和47年）1月場所  | 西前頭5    | 栃東知頼                      | 11勝4敗                       | 東小結（3勝9敗3休）         | 関脇   |
| 17   | 1972年（昭和47年）7月場所  | 東前頭4    | 高見山大五郎                  | 13勝2敗                       | 西張出関脇（5勝10敗）       | 関脇   |
| 18   | 1975年（昭和50年）7月場所  | 東前頭筆頭 | 金剛正裕                      | 13勝2敗                       | 東関脇（6勝9敗）            | 関脇   |
| 19   | 1976年（昭和51年）9月場所  | 西前頭4    | 魁傑將晃                      | 14勝1敗                       | 西関脇（11勝4敗）           | 大関   |
| 20   | 1984年（昭和59年）9月場所  | 西前頭12   | 多賀竜昇司                    | 13勝2敗                       | 西小結（6勝9敗）            | 関脇   |
| 21   | 1991年（平成3年）7月場所   | 東前頭13   | 琴富士孝也                    | 14勝1敗                       | 東張出小結（4勝11敗）       | 関脇   |
| 22   | 1991年（平成3年）9月場所   | 東前頭5    | 琴錦功宗                      | 13勝2敗                       | 西小結（12勝3敗）           | 関脇   |
| 23   | 1992年（平成4年）1月場所   | 東前頭2    | 貴花田光司 （のち貴乃花光司） | 14勝1敗                       | 西関脇（5勝10敗）           | 横綱   |
| 24   | 1992年（平成4年）7月場所   | 西前頭筆頭 | 水戸泉政人                    | 13勝2敗                       | 西張出関脇（8勝7敗）        | 関脇   |
| 25   | 1998年（平成10年）11月場所 | 西前頭12   | 琴錦功宗                      | 14勝1敗                       | 東小結2枚目（6勝9敗）       | 関脇   |
| 26   | 2000年（平成12年）3月場所  | 東前頭14   | 貴闘力忠茂                    | 13勝2敗                       | 西小結2枚目（2勝13敗）      | 関脇   |
| 27   | 2001年（平成13年）9月場所  | 東前頭2    | 琴光喜啓司                    | 13勝2敗                       | 西関脇（9勝6敗）            | 大関   |
| 28   | 2012年（平成24年）5月場所  | 西前頭7    | 旭天鵬勝                      | 12勝3敗                       | 東前頭筆頭（2勝13敗）       | 関脇   |
| 29   | 2018年（平成30年）1月場所  | 西前頭3    | 栃ノ心剛史                    | 14勝1敗                       | 西関脇（10勝5敗）           | 大関   |
| 30   | 2019年（令和元年） 5月場所 | 西前頭8    | 朝乃山英樹 （のち朝乃山広暉） | 12勝3敗                       | 東前頭筆頭（7勝8敗）        | 大関☆  |
| 31   | 2020年（令和2年） 1月場所  | 西前頭17   | 德勝龍誠                      | 14勝1敗                       | 西前頭2（4勝11敗）          | 前頭2  |
| 32   | 2020年（令和2年） 7月場所  | 東前頭17   | 照ノ富士春雄                  | 13勝2敗                       | 東前頭筆頭（8勝5敗2休）     | 横綱   |
| 33   | 2021年（令和3年）1月場所   | 西前頭筆頭 | 大栄翔勇人                    | 13勝2敗                       | 西小結2枚目（8勝7敗）       | 関脇☆  |
| 34   | 2022年（令和4年）7月場所   | 西前頭2    | 逸ノ城駿                      | 12勝3敗                       | 西小結（6勝9敗）            | 関脇   |
| 35   | 2022年（令和4年）9月場所   | 東前頭3    | 玉鷲一朗                      | 13勝2敗                       | 東小結（6勝9敗）            | 関脇☆  |
| 36   | 2022年（令和4年）11月場所  | 西前頭9    | 阿炎政虎                      | 12勝3敗 （○貴景勝） （○髙安） | 東前頭3（8勝7敗）           | 関脇☆  |
| 37   | 2024年（令和6年）3月場所   | 東前頭17   | 尊富士弥輝也                  | 13勝2敗                       | 東前頭6（全休）             | 前頭4☆ |
| 38   | 2025年（令和7年）7月場所   | 東前頭15   | 琴勝峰吉成                    | 13勝2敗                       |                             | 前頭3☆ |

- デフォルトでは時代順に配列。場所の欄のソートボタンで元の順序に戻る。
- 四股名は優勝当時の四股名。
- ☆印は2025年7月場所時点で現役力士。
- 四股名の欄は50音順ソート。地位・翌場所・最高位の3欄は東西を考慮せず番付順ソート。
- 「小結2枚目」のようにある表記は、張出ではなく枠内に書き出されたもの。
- 以下は注釈。

1. 1 2  相手力士の休場。
2. 1 2  新入幕優勝
3. ↑  この時代は2場所通算で番付を編成しており、山錦は次の番付発表の1931年1月場所で西筆頭。
4. ↑  綾櫻由太郎の帰参場所1933年（昭和8年）1月場所の成績は幕内格別席で5勝6敗。
5. ↑  男女ノ川は新興力士団からこの場所帰参、脱走前の番付では東前頭3枚目。この場所も番付には朝潮供次郎とあった。
6. ↑  1945年（昭和20年）6月場所は戦災を受けた旧両国国技館で“晴天”7日間、非公開で実施。
7. 1 2  魁傑と照ノ富士は大関から陥落後。
8. 1 2 3 4  1976年（昭和51年）9月場所の魁傑將晃、1998年（平成10年）11月場所の琴錦功宗、2020年（令和2年）7月場所の照ノ富士、2022年（令和4年）9月場所の玉鷲を除いて、全員初優勝。

- 佐田の山が横綱に昇進するまでは「平幕優勝の力士は大成しない」というジンクスがあったという[5]。なお、平幕優勝を達成し、最終的に横綱昇進を達成したのは2025年5月場所時点で男女ノ川・佐田の山・貴花田（後の貴乃花）・照ノ富士の4人である。
- 2000年3月場所の貴闘力忠茂と2020年1月場所の德勝龍誠、同年7月場所の照ノ富士春雄、2024年3月場所の尊富士弥輝也は幕尻（幕内最下位）での優勝。ただし2000年3月場所は西14枚目が、2020年7月場所は西17枚目が存在したため、貴闘力と照ノ富士は厳密な意味での幕内最下位ではない。
- 新入幕での平幕優勝は1914年5月場所の両國勇治郎と2024年3月場所の尊富士弥輝也の2名。尊富士は新十両で優勝してから更に新入幕となった場所での優勝であり、これは史上唯一。
- 再入幕での平幕優勝は2020年1月場所の德勝龍誠と同年7月場所の照ノ富士春雄の2名。
- 関取の1場所15日制定着以降の平幕での全勝優勝は1953年5月場所の時津山仁一（東前頭6枚目）と1957年11月場所の玉乃海太三郎（東前頭14枚目）の2名。（ただし、両人とも横綱・大関との対戦はなかった[注釈 3]）
- 新入幕での全勝優勝は2025年7月場所現在まで実例がない。
  - ただし、1914年5月場所に新入幕で優勝した両國の「1休」は相手力士の休場に伴って自身も休場扱いになったものであり、不戦勝が制度化された現在であれば「10戦全勝」であり、実質的に新入幕で全勝優勝した唯一の実例といえる。また、関取の1場所15日制定着以降に限れば2025年5月場所現在まで完全に実例が無い。
- 平成時代末期以降、平幕優勝が急増している。優勝制度が設けられた1909年から2025年までの116年間で38回の平幕優勝（約3年に1度）が記録されているが、そのうちの9回が令和時代に記録されており、1年に複数回のペースで記録されている。特に2022年は7月場所から11月場所まで3場所連続で平幕優勝となった。

### 通算前頭在位
（2025年7月場所現在）
| 順位 | 前頭在位 | 四股名       |
| ---- | -------- | ------------ |
| 1位  | 87場所   | 旭天鵬勝     |
| 2位  | 83場所   | 豪風旭       |
| 3位  | 82場所   | 安美錦竜児   |
| 4位  | 81場所   | 琴ノ若晴將   |
| 4位  | 81場所   | 玉鷲一朗☆    |
| 6位  | 80場所   | 寺尾常史     |
| 7位  | 75場所   | 宝富士大輔☆  |
| 8位  | 73場所   | 栃乃洋泰一   |
| 9位  | 71場所   | 嘉風雅継     |
| 10位 | 70場所   | 高見山大五郎 |

- ☆印は2025年7月場所時点で現役力士。